# Commodore MAX Machine

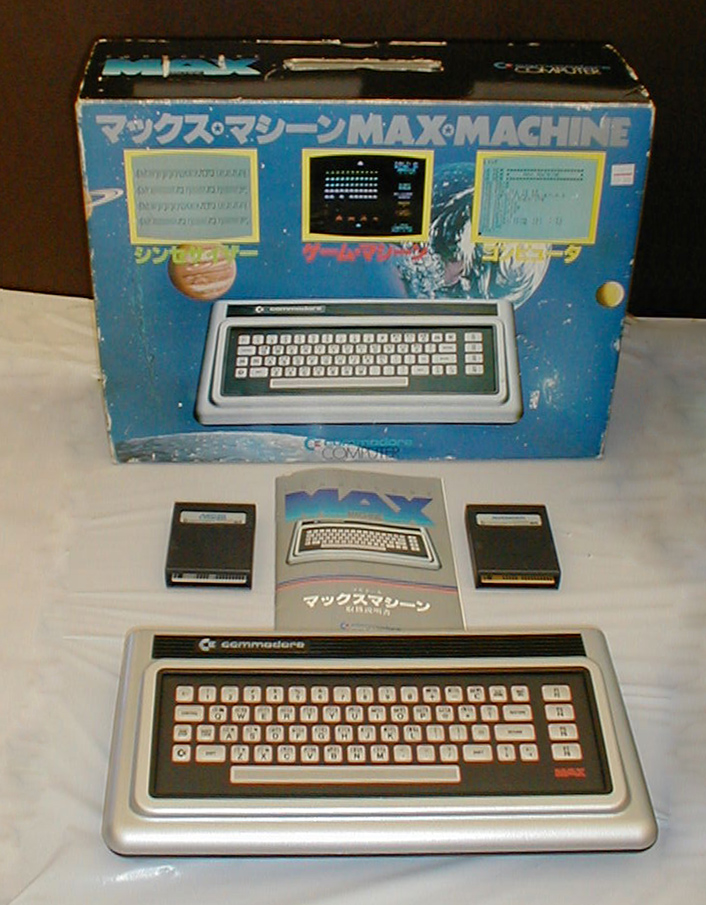
O Commodore MAX Machine
e seus acessórios.

O Commodore MAX Machine, também conhecido como Ultimax nos Estados Unidos e Canadá e VC-10 na Alemanha, é um computador doméstico projetado e vendido pela Commodore International no Japão, a partir do início de 1982, um predecessor do popular Commodore 64.
O manual do Commodore 64 menciona a máquina pelo nome, sugerindo que a Commodore pretendia vender a máquina internacionalmente; no entanto, não está claro se a máquina foi realmente vendida fora do Japão. É considerado uma raridade.

## Características de funcionamento
O software era carregado a partir de cartuchos "plug-in" e a unidade possuía um teclado de membrana e 2,0  KiB de RAM internamente e 0,5  KiB de RAM colorida (1024 × 4 bits). Usava um aparelho de televisão para uma exibição. Ele usou o mesmo chipset e CPU 6510 que o Commodore 64, o mesmo chip de som SID e arquitetura de cartucho ROM compatível, para que os cartuchos MAX funcionem no C-64. O modo de compatibilidade MAX no C-64 foi posteriormente usado com frequência em cartuchos "congeladores" (como o Action Replay ), como uma maneira conveniente de controlar o programa em execução no momento. Era possível usar uma unidade de fita para armazenamento, mas faltavam as portas seriais e de usuário necessárias para conectar uma unidade de disco, impressora ou modem. Embora o MAX possuísse melhores recursos gráficos e sonoros, o VIC-20 da Commodore, vendido por quase a mesma quantia, era muito mais expansível, possuía uma biblioteca de software muito maior e possuía um teclado melhor - o que o tornava atraente para os consumidores.

## Lançamento
O Commodore MAX Machine foi lançado no mercado japonês, mas foi cancelado pouco tempo depois após péssimas vendas. No entanto, havia a expectativa de um lançamento internacional. Na primavera de 1982, a Commodore anunciou para o outono o lançamento do MAX em território americano — onde também foi chamado de "Ultimax". William Shatner, de Star Trek, promoveu o produto. A um preço de 179,95 dólares, o MAX iria competir com o Atari VCS (149,95 dólares), o próprio Commodore VIC-20 (249 dólares) e o Mattel Intellivision. Revistas mais antigas relatam um valor de 149,95 dólares para o MAX. Na Europa, o computador estava previsto para ser lançado no verão de 1982 por 99 libras. No inverno, seu protótipo foi exibido na Consumer Electronics Show, e foi introduzido em junho na National Computers Conference. Em dezembro de 1982, a Commodore anunciou que mudaria o preço do VIC-20 para o preço do MAX, e que o preço do MAX chegaria perto dos cem dólares. Seu lançamento também foi oficialmente adiado para a primavera de 1983. No entanto, o computador nunca foi lançado. No livro The Computer Cookbook da época, é dito: "O MAX foi aparentemente cancelado, ou ao menos adiado". Segundo a Microcomputing, "Essa máquina não impressionou muito — a maioria das pessoas iriam preferir pagar um pouco mais pelo VIC-20".